# She's No You (DVD)
She's No You es el segundo DVD del cantante estadounidense Jesse McCartney. El DVD fue lanzado sólo en Japón.

## Contenido
1. "She's No You"
2. "Beautiful Soul"
3. "Get Your Shine On"
4. "Take Your Sweet Time"
5. "Without U"
6. "Why Don't You Kiss Her?"
7. "That What Then"
8. "Come To Me"
9. "What's Your Name?"
10. "Because You Live" (Versión del 2005)
11. "Why Is Love So Hard to Find?"
12. "Stupid Things"
13. "Take Your Sweet Time" (Bonus track)
14. "The Best Day Of My Life" (Bonus track)
15. "Stupid Things (Accoustic Version)" (Bonus track)
16. "Good Life" (Bonus track)
17. "Beautiful Soul (Df Mix)" (Bonus track)
18. "She's No You (Neptunes Remix)" (con Fabolous) (Bonus track)
19. "She's No You (Neptune Remix)" (Bonus track)
20. "Beautiful Soul" (Stripped - Raw and Real) (Bonus track)
21. "She's No You" (Stripped - Raw and Real) (Bonus track)
22. "When You Wish Upon A Star" (Bonus track)